# Un burka por amor
Un burka por amor (literalment, "Un burca per amor") és un telefilm espanyol del 2009 basat en la novel·la homònima de Reyes Monforte.

## Argument
Narra la història d'amor de la María (Olivia Molina), una jove espanyola que s'enamora de Rashid (Rafa Rojas), un home afganès que coneix a la feina i amb qui acabarà vivint a l'Afganistan, on tindran el primer fill. Ella decideix tornar a Madrid perquè el seu pare (Pepe Sancho) conegui el seu net. El marit de María decideix tornar a l'Afganistan, on esclata la guerra, i ella l'acompanya. Finalment acaben atrapats al país, que viu sota el règim talibà, i és aleshores que María té el segon fill. Amb l'ajut de la seva germana Rosi (Anna Allen) i dels serveis d'intel·ligència espanyols, María aconsegueix escapar del perill amb els seus fills. Tot i així, no pot deixar enrere el seu marit, i farà tot el que calgui per estar junts.

## Repartiment
- Olivia Molina: María
- Rafael Rojas: Rashid
- Pepe Sancho: el pare de María
- Anna Allen: Rosi
- Isabel Ampudia: Montse